# Франкетьен
Франкетьен (фр. Frankétienne, настоящее имя Жан-Пьер Базилик Дантор Франк Этьен д’Аржан, фр. Jean-Pierre Basilic Dantor Franck Étienne d'Argent; 12 апреля 1936, Равин-Сеш, Артибонит — 20 февраля 2025, Дельмас, Западный департамент) — гаитянский поэт, драматург, художник, музыкант, певец и педагог. Опубликовал более 40 сочинений как на гаитянском креольском, так и на французском языках. Артист ЮНЕСКО во имя мира (2010).

## Биография
Его мать в юном возрасте, около 14 лет, изнасиловал американец. Ребёнок родился с белой кожей и голубыми глазами, но африканскими чертами лица. В 1962 году, в начале периода диктатуры семейства Дювалье, Франкетьен был членом группы «Литературный Гаити» (фр. Haïti littéraire), к которой принадлежали многие другие видные писатели острова: Антони Фелпс, Рене Филоктет, Серж Леганьёр, Ролан Мориссо и др. Постепенно ситуация становилась всё более невыносимой для интеллектуалов, многие из которых эмигрировали в Канаду, во Францию или в Африку. Франкетьен решил остаться на Гаити, чтобы писать и по мере возможностей протестовать против диктатуры. Практически все его сочинения посвящены современной ему жизни Гаити.
В годы правления президента Лесли Манига занимал пост министра культуры, и в июне 2010 года стал командором французского Ордена Искусств и литературы.
В 2009 году появился в документальном фильме La dérive douce d’un enfant de Petit-Goâve Педро Руиса, посвящённом жизни гаитянского писателя Дани Лаферьера.
Умер 20 февраля 2025 года в возрасте 88 лет.